# 陕西卫视
陕西卫视是陕西广播电视台下辖的一个卫星频道，其前身是陕西电视台第四套节目，1997年3月18日上星后改为陕西电视台卫星频道。2012年10月1日开始，陕西卫视进行全新改版，新台标与新编排节目一同亮相。

## 台标
陕西卫视的台标原意为“三秦大地”，一个橙色的圆形，上面有两个长方形组成的“S”标志，而两个长方形组成的形状，使台标像极了一个闪电，所以观众们给它取了个外号“闪电台”。

## 廣播模式
2014年5月4日，陕西衛視高清頻道開播。與全國其他開通高清電視的衛星頻道相同，陕西衛視的标清版在播出16:9的节目时，由上下加黑边（Letterbox）方式显示16:9画面。
陕西衛視主頻道與高清頻道所播放的內容，不論是新聞、劇集抑或是廣告，所有的內容完全一致。不过与标清版不同的是，高清版右上角一直显示“高清”两字（广电总局规定内地电视台高清频道在播出高清电视节目时右上角必须标“高清”两字），右上角显示逢半点时间屏显。
2017年2月8日起，陕西卫视实现高标清16:9同步广播，并于15日压缩台标尺寸以配合16:9画幅。惟标清信号在转播央视《新闻联播》时仍为4:3画幅。

## 发展简史
- 1997年3月18日，陕西电视台第四套节目上星，台标是三个“Q”组合在一起的红绿蓝标志，悬挂在屏幕左上角。初期在其下方加横排“陕西卫视”四字、1999年其下方改为横排“陕西”两字，悬挂在屏幕左上角。
- 2002年1月1日，更换新台标，台标是由蓝色长方形和黄色“S”图案组成。台标下方的横排“陕西”两字移至台标右侧并改为竖排“陕西”两字。
- 2003年，陕西卫视成功举办“金庸华山论剑”大型文化活动。
- 2004年，陕西卫视“朝阳行动2004”春节特别活动与公祭轩辕黄帝大典“中华大祭祖”成功举办。
- 2005年下半年，面对省级卫视日趋激烈的竞争，陕西电视台开始酝酿卫视的体制改革。
- 2006年4月，组建了陕西卫视运营中心，以相对独立的运营体制为卫视改革提供制度平台支持。
- 2006年8月，陕西卫视运营中心成立北京工作站，迈出了陕西卫视进军全国的第一步，依托北京优势资源制作有市场竞争力和开发潜力的节目，同时着手战略性资源的开发与整合，以国际化的视野拓展对外合作。在节目方面，一改以前的拼盘式操作，以自办与外制外包相结合的路径，精心开设了人文栏目带，周末综艺、娱乐节目板块。
- 2006年11月1日，首次改版，频道定位为“人文天下”，新开设了《周六乐翻天》、《唱唱翻斗星》、《华夏点击榜》、《街坊邻居一台戏》、《天下宝物》、《开坛》、《影像》、《中国书画名家》 、《诉说》等栏目。
- 2012年10月1日零时，陕西卫视再次改版，并更换橘黄色台标，频道口号更改为“人文天下，陕耀中华”。并把台标右侧的竖排“陕西”两字改为横排“陕西卫视”四字。在改版前晚（9月30日），陕西卫视录播了9月26日上午举行的陕西卫视改版启动盛典，在盛典上，新台标以一场多米诺骨牌表演的变幻中呈现[3]。
- 2014年5月4日，陕西卫视高清版开播，右上角写着“高清”字样。
- 2017年2月8日，陕西卫视标清版实现16:9播放，15日，台标及字幕改为16:9模式。
- 2021年3月31日，陕西卫视模擬廣播於當日深夜11時59分59秒終止，成為中國最後一批全面實施數字地面電視廣播的電視頻道之一。

## 頻道標語及台歌

### 頻道宣傳語
| 年份   | 標語               | 使用週期     |
| ------ | ------------------ | ------------ |
| 2003年 | 陕西卫视           | 整年         |
| 2004年 | 陕西卫视           | 整年         |
| 2005年 | 陕西卫视           | 整年         |
| 2006年 | 陕西卫视，人文天下 | 整年         |
| 2007年 | 陕西卫视，人文天下 | 整年         |
| 2008年 | 陕西卫视，人文天下 | 整年         |
| 2009年 | 陕西卫视，人文天下 | 整年         |
| 2010年 | 陕西卫视，人文天下 | 整年         |
| 2011年 | 陕西卫视，人文天下 | 整年         |
| 2012年 | 陕西卫视，人文天下 | 2012年10月前 |
| 2012年 | 人文天下，闪耀中华 | 2012年10月后 |
| 2013年 | 人文天下，闪耀中华 | 整年         |
| 2014年 | 人文天下，闪耀中华 | 整年         |
| 2015年 | 人文天下，闪耀中华 | 整年         |

## 主持人

### 現有主持人
| 主持人/主播          | 主持人/主播       | 主持人/主播         | 主持人/主播 | 主持人/主播 | 主持人/主播 | 主持人/主播 | 主持人/主播 | 主持人/主播 | 主持人/主播 |
| -------------------- | ----------------- | ------------------- | ----------- | ----------- | ----------- | ----------- | ----------- | ----------- | ----------- |
| 郭旭东               | style="width:12%" | style="width:12%"\| |             |             |             |             |             |             |             |
| 文化、社科節目主持人 |                   |                     |             |             |             |             |             |             |             |
| 郑毅                 | 吴清              | 徐晶                | 田甜        | 马闻好      | 常欣        |             |             |             |             |
| 新聞、資訊節目主持人 |                   |                     |             |             |             |             |             |             |             |
| 徐杰                 | 申虹              | 王珂                | 张馨月      | 苏紫岩      | 王广群      |             |             |             |             |

## 节目

### 劇集
陕西衛視考慮平台特色及收視族群，電視劇以正劇以及戰爭片等為主。所播劇集是與其他機構合作製作的劇集。從2009年開始，陝西衛視開始首播電視劇。
頻道目前有四个主要的剧集时段，分别为早上八点开始的华夏早剧场，下午的华夏午剧场、晚上黄金时段的华夏剧场以及晚上十点的华夏晚剧场。

### 新聞資訊
陝西衛視現階段常規的新聞資訊節目包括有：《華夏夜表情》、《陝西新聞聯播》。突發事件發生的時候會切斷原播出計劃，實況轉播新聞動態。如“汶川地震”、“雅安地震”等，一般是和中央電視台綜合頻道并機直播特別節目。

### 文化/社科节目
- 《唐诗风云会》
- 《开坛》
- 《华夏夺宝》
- 《长安与丝路的对话》

### 微電影時段
2012年10月1日，《華夏微電影》開播，該頻道開始在欄目播出微電影。

### 大型活動
- 《陕西卫视春节联欢晚会》
- 《新西行漫记》
- 《清明公祭轩辕黄帝陵》
- 《汉风秋月2018中秋晚会》（中秋晚会节目，與北京卫视、东方卫视、凤凰卫视联手制作）

### 主要節目

#### 現存
- 《陕西新闻联播》
- 《城市大不同》
- 《华夏夜表情》
- 《华夏微电影》
- 《华夏厨道》
- 《军情集结号》
- 《开坛》
- 《华夏夺宝》
- 《超级老师》
- 《中国真功夫》
- 《唐诗风云会》

#### 暂停播節目
- 《好爸爸坏爸爸》
- 《家有陌生人》

#### 已停播節目
- 《华夏点击榜》
- 《街坊邻居一台戏》
- 《天下宝物》
- 《中国书画名家》
- 《健康五六点》